# قطعنامه ۷۶۸ شورای امنیت
قطعنامه ۷۶۸ شورای امنیت سازمان ملل متحد که در تاریخ ۳۰ جولای ۱۹۹۲ تصویب شد، سندی بین‌المللی دربارهٔ اسرائیل-لبنان است. این قطعنامه طی نشست ۳۱۰۲ام با ۱۵ رای موافق، ۰ مخالف و ۰ ممتنع تصویب شد.